# Raning
Raning är en ort i  kommunen Gnas i Österrike. Den ligger i distriktet Südoststeiermark i förbundslandet Steiermark.
Raning var tidigare en självständig kommun, men blev den 1 januari 2015 en del av kommunen Gnas.  Kommunen bestod av två orter (Ortschaften) (inom parentes invånarantal 1 januari 2024):
- Raning (514)
- Thien (252)